# 奥田均
奥田 均（おくだ ひとし、1952年 - ）は、日本の社会学者。前近畿大学人権問題研究所特任教授。部落解放・人権研究所前代表理事。

## 来歴
出身地非公表。
1978年関西大学文学部教育学科卒。
1985年「同和対策審議会」(「同対審」)答申20周年に当たり日本社会党の八木一男衆議院議員の家族 取材。
1992年関西外国語大学特任講師
1994年同人権教育思想研究所専任講師
1995年助教授
1998年近畿大学人権問題研究所助教授
2000年「差別構造に関する社会関係分析 被差別部落の土地に対する差別問題の研究」で筑波大学社会学博士。
2002年 近畿大学人権問題研究所教授
2019年 同研究所特任教授
2021年 近畿大学退官

## 著書
- 『部落解放への挑戦 「補償」から「建設」へ』解放出版社 1994年10月 ISBN 4-7592-1016-4
- 『人権のステージ 夢とロマンの部落解放』解放出版社 1998 ISBN 9784759210187
- 『「人権の宝島」冒険 2000年部落問題調査・10の発見』部落解放・人権研究所 2002 ISBN 9784759202250
- 『データで考える結婚差別問題』部落解放・人権研究所 2002
- 『土地差別問題の研究』解放出版社 2003
- 『新たな発展をめざして 「法」期限後の部落問題を考える』和歌山人権研究所 人権ブックレット 2004
- 『土地差別 部落問題を考える』解放出版社 2006 ISBN 978-4-7592-0118-5
- 『結婚差別 データで読む現実と課題』部落解放・人権研究所 2007 ヒューマンライツベーシック
- 『見なされる差別 なぜ、部落を避けるのか』解放出版社 2007
- 『差別のカラクリ』解放出版社 2009 ISBN 978-4-7592-1028-6
- 『「人権の世間」をつくる』解放出版社 2013 ISBN 978-4-7592-3025-3
- 『「同対審」答申を読む』解放出版社、2015年7月。ISBN 978-4-7592-1030-9。
- 『部落差別解消推進法を学ぶ』解放出版社 2019 ISBN 978-4-7592-3028-4

### 共著
- 『意識調査が問いかけるもの 今、ここにある現実をどう見るか』宮城洋一郎,森実共著 反差別・人権研究所みえ 2007
- 『同和行政がきちんとわかるQ&A』村井茂共編著 解放出版社 2008
- 『知っていますか?部落問題一問一答』第3版 編著 解放出版社 2013

### 論文
- 差別構造に関する社会関係分析 : 被差別部落の土地に対する差別問題の研究. (2000年7月25日). doi:10.11501/3188055. NAID 500000209587.

## 参考
- J-GLOBAL
- 近畿大学人権問題研究所